# Volvo B9R
Volvo B9R — туристический автобус особо большой вместимости производства Volvo Bussar. Производился параллельно с Volvo B7R. Вытеснен с конвейера Volvo B8R.

## Информация
B9R оснащён 9-литровым 6-цилиндровым дизельным двигателем Volvo D9A/D9B мощностью 380 л. с. и крутящим моментом 1700 Н*м. Взят за основу Plaxton Panther. Кузов Sunsundegui обеспечивает 55-местную компоновку.
Также на шасси Volvo B9R производится автобус Volvo 9900. Основная концепция 9900 — это старая модель Drögmöller E330 Comet с креслами в стиле театра и окном, слегка наклонённым вверх к задней части транспортного средства. В то время как B12-600 был доступен только со стандартной двухосной длиной 12,0 м, 9900 выпускался также с трёхосной длиной 12,8 м и 13,7 м. Модель Comet была доступна в трёхосной конфигурации как Drögmöller E430 SuperComet в начале 1990-х годов.